# Spinster en oude vrouw
Spinster en oude vrouw is een dubbelzijdige tekening van de Zuid-Nederlandse schilder Jheronimus Bosch in het Museum Boijmans Van Beuningen in Rotterdam.

## Voorstelling
De voorzijde stelt twee oude vrouwen voor, waarvan de linker een spinrokken hanteert, terwijl de rechter, leunend op een stok, toekijkt. Volgens Bosch-auteurs Charles de Tolnay en Ludwig von Baldass zijn de twee vrouwen hier bedoeld als heksen. Zij baseren zich hierbij op overeenkomsten met tekeningen in de Albertina en het Louvre, die volgens hen duidelijk heksen voorstellen. Volgens Bosch-kenner Dirk Bax zijn de vrouwen op deze groep tekeningen geen heksen, maar eerder vastenavondvierders. De tekeningen stellen allemaal vrouwen voor die op een opvallende manier paraderen met huishoudelijke voorwerpen. Dit werd in de late Middeleeuwen als zeer komisch gezien. Zie in dit verband ook de tekening De narrenkeuken, waarop een nar geschoren wordt met een wafelijzer.

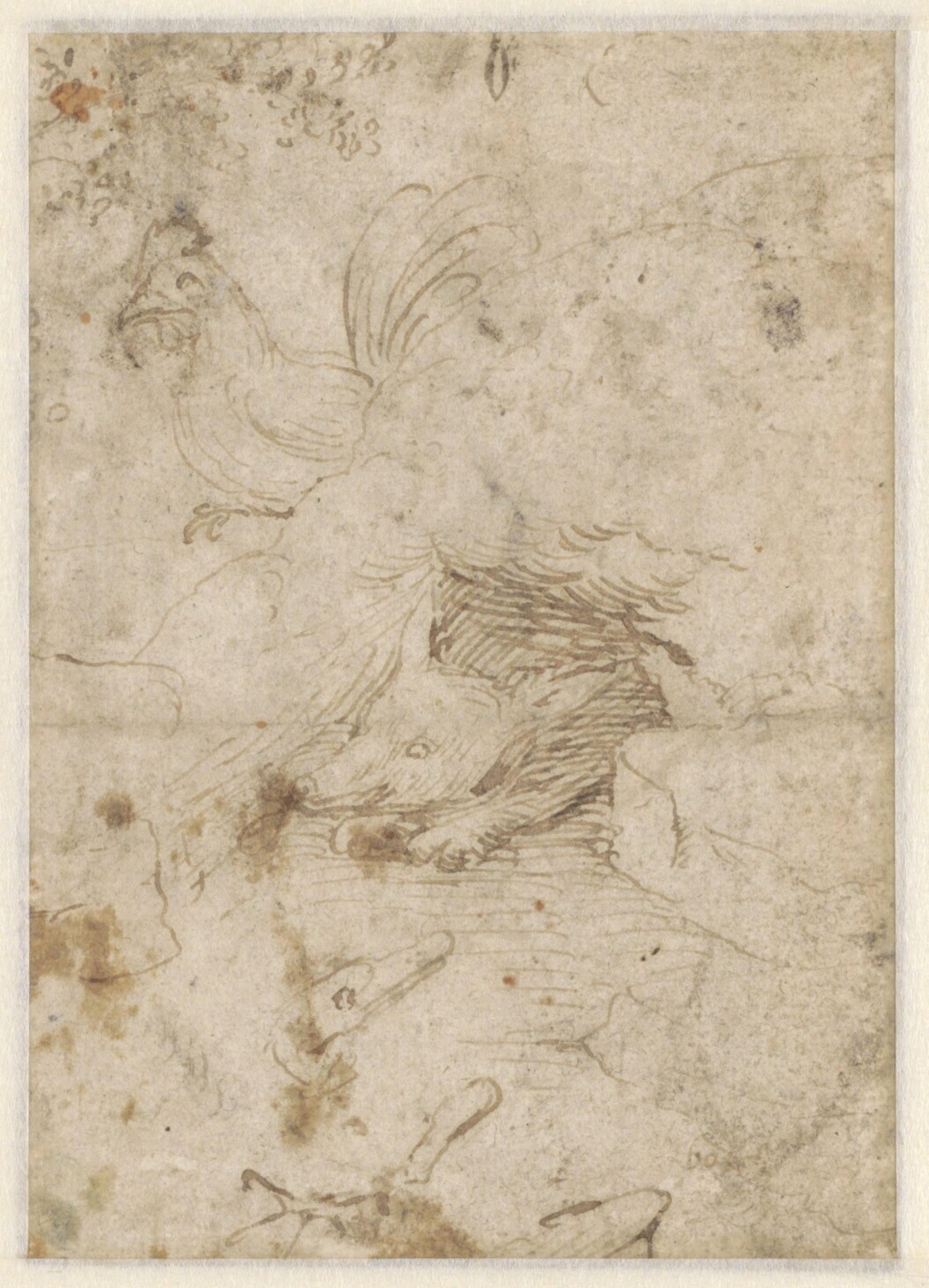
Achterzijde: Vos en haan.

De achterzijde stelt een loerende vos voor in een hol van waarachter een haan tevoorschijn komt. Ook dit tafereel wordt verschillend geïnterpreteerd. Volgens sommige auteurs is het een uitbeelding van een van de fabels van Aesopus, waarbij de vos (arglist) de haan (hoogmoed) in de val laat lopen. Volgens Otto Benesch is het een illustratie van de parabel van de Goede Herder (haan), die de schapen tegen de listen van de duivel (vos) beschermt. Von Baldass wijst op vergelijkbare uitbeeldingen van de vos en de haan op het linker binnenluik van Bosch' Laatste Oordeel in Wenen en de tekening Het woud heeft oren, het veld heeft ogen in Berlijn. Daarnaast is de voorstelling vergelijkbaar met de vos en de haan op de voorgrond van De Heilige Hiëronymus in gebed in Gent.

## Toeschrijving en datering
De tekening wordt unaniem aan Bosch toegeschreven. Het wordt door de meeste auteurs laat gedateerd. Von Baldass brengt de streepachtige manier van tekenen in verband met de grisailles op de buitenzijde van het Antonius-drieluik in Lissabon (ca. 1501 of later). Volgens het Museum Boijmans Van Beuningen zijn voor- en achterzijde niet in dezelfde periode ontstaan. De voorzijde wordt omstreeks 1480-1490 gedateerd en de achterzijde omstreeks 1500-1505.

## Herkomst
Op de voorzijde van de tekening staan de verzamelaarsmerken van Giuseppe Vallardi (1784-1863) uit Milaan en Eugene Rodrigues (1853-1928) uit Parijs. Van 12-13 juni 1921 werd de verzameling van Rodrigues geveild bij veilinghuis Frederik Muller in Amsterdam. In 1924 wordt het werk gesignaleerd in de verzameling van Dr. Leo Baer in Bad Homburg vor der Höhe. Niet lang daarna verwierf Franz Koenigs in Haarlem de tekening, die het van 1935 tot 1940 in bruikleen gaf aan het toenmalige Museum Boymans in Rotterdam. In 1940 was Koenigs genoodzaakt zijn hele verzameling te verkopen aan Daniël George van Beuningen, die het hetzelfde jaar schonk aan de Stichting Museum Boijmans Van Beuningen, die het op zijn beurt in bruikleen afstond aan het Museum Boijmans Van Beuningen.